# Siam Paragon masseskyderiet
Siam Paragon-masseskyderiet skete den 3. oktober 2023, hvor en 14-årig bevæbnet dreng, med langt hår og en tætsiddende sort skjorte og camouflagebukser, åbnede ild i et af Bangkoks store centrale indkøbscentre, Siam Paragon ved Rama 1 Road. Han brugte et våben, der lignede en 9 mm Glock 19-pistol til at skyde mod tilfældige personer inde i stormagasinet, hvor han dræbte to og sårede fem. En af de sårede døde 10 dage senere.
De to dræbte under masseskyderiet var udlændinge: En kinesisk kvinde, der blev skudt og dræbt på parkeringspladsen på G-niveau, og en kvinde fra Myanmar, som blev skudt to gange i ryggen og døde på hospitalet. De fem sårede var en laoter, en kineser og tre thailændere. Senere omkom en 14-årig pige af de skader hun fik ved masseskyderiet, hvor hun pådrog sig kritiske skudsår i hjerne og ribben.

## Masseskyderi-hændelsen
Hændelsen fandt sted fra klokken 16:10, mens turister og lokale var på indkøb. Folk blev evakueret fra indkøbscentret efter der blev hørt skud. Øjenvidner berettede, at de gemte sig inde i butikker og toiletter. Der var megen råb og skud, så det var svært at vide, hvad der skete. Kunder og personale vidste ikke, om det var én person eller en bande. Situationen var kaotisk. Alle blev eskorteret ud af sikkerhedsvagter i løbet af 10 minutter til en time.
Hændelsen sluttede klokken 17.09, da pistolmanden smed sit våben og knælede, hvorefter han blev tilbageholdt af politiet. Han forklarede, at en stemme i hans hoved fortalte ham, at han skulle skyde. Han oplyste desuden, at han havde købt våbnet online, og at han var en ivrig videospiller og fan af skydespil i Battle Royale-stil. Det så ikke ud til, at drengen havde nogen forbindelse til ofrene.
Han gik på en privatskole tæt på indkøbscenteret og havde en journal over, at få behandling for en mental lidelse på Rajvithi Hospital, men var for nylig holdt op med at tage sin medicin. Det er uklart, hvad hans motiv var.

### De kinesiske tvillinger
En thailandsk kvinde skrev på X, hvor hun delte et billede af to små piger med teksten: "Sørgelig historie. Jeg flygtede fra kaosset i Siam Paragon, da jeg mødte et par kinesiske tvillinger. Deres mor blev skudt, og de kunne ikke finde hende. Jeg prøvede alt for at hjælpe dem. Jeg forsøgte at kommunikere med dem ved hjælp af en oversættelses app, men min telefons batterier var ved at dø, og jeg havde kun 1 procent tilbage. Tvillingerne spurgte mig, om deres mor skulle dø? Jeg sagde nej og forsøgte at berolige dem. Jeg tog dem med til politiet, og betjentene fortalte os, at børnenes mor allerede var død. Jeg græd så hårdt. Jeg har ondt af dem, at de skulle opleve dette. I dag er en meget trist dag."

## Tidslinje og fakta
Tidslinje ifølge Siam Paragon:
- 15:35 – Skytten kommer ind i stormagasinet via BTS-højbanestationens indgang 2 på M-etagen (mezzanin).
- 15:42 – Skytten går ind på et toilet ved siden af en mærkevarebutik på M-etagen med sin rygsæk.
- 16:10 – Skyderi begynder i toiletområdet.
- 16:11 – Skytten går fra toilettet og begynder at skyde på M-etagen.
- 16:25 – Skytten går op på den nordlige del af second floor (3. sal på dansk) og begynder at skyde der.
- 16:28 – Skytten tager rulletrappen til third floor (4. etage) og begynder at skyde der.
- 17:10 – Skytten bliver pågrebet på third floor.

Dræbte og kvæstede:
- To kvinder blev dræbt, en kinesisk statsborger og en Myanmar statsborger.
- Fem personer blev såret, heraf to i kritisk tilstand, hvoraf den ene blev skudt i hovedet.
- En 14-årig pige, der blev skudt i hovedet, omkom 10 dage senere af sine kvæstelser.[3]
- Blandt de sårede er en kinesisk statsborger, en laotisk og tre thailændere.
- Ifølge Siam Paragon er en af deres sikkerhedsvagter, blandt de kvæstede.
- Ud af de syv personer, der blev skudt, var seks kvinder.
- Der blev affyret 40 skarpe skud.[7]

Skytteren:
- Gerningsmanden var en 14-årig thailandsk dreng, som gik på Essence School, der ligger i SiamScape-bygningen, ikke langt fra hvor skyderiet fandt sted.
- Ifølge hans forældre boede han alene.
- I drengens soveværelse fandt politiet en luftpistol, der lignede et M4 krarabin, M16 riffelammunition, haglgeværgranater og 9 mm ammunition.[8]
- Politichef, general Torsak Sukvimol, sagde, at skytten hævdede at have hørt stemmer, der fortalte ham at begå forbrydelsen.
- Doktor Thongchai Keeratihattayakorn, generaldirektør for Department of Medical Services (dansk: Departementet for medicinsk service), sagde, at skytten er blevet behandlet for et psykisk problem på Queen Sirikit National Institute of Child Health siden februar og havde tidligere modtaget behandling på en anden institution.
- Pistolen, der blev brugt i forbrydelsen, var en plastik-luftpistol, der kunne skyde med løs ammunition (en patron uden projektil), som var blevet modificeret til at skyde med skarpt.
- Skytten anskaffede pistol og ammunition via Internetkøb. En pistol kostede 16.000 baht (cirka 3.000 kroner).[9] Blanke våben og luftpistoler var tilgængelige på sociale medier og populære online shopping-platforme, med priser fra et par tusinde baht (cirka 400 kroner) til over 10.000 baht (cirka 2.000 kroner) for en modificeret version.[10]
- Chef for Metropolitan Police Division 6 (dansk: Hovedstadens politidivision 6), politimajor general Nakarin Sukontawit, sagde, at motivet stadig er ukendt, da skytten ikke var i en mental tilstand, hvor han kunne give en sammenhængende erklæring ved anholdelsen og den følgende morgen (4. oktober).
- Politiet har rejst fem sigtelser mod skytten: Overlagt drab, drabsforsøg, besiddelse af et skydevåben uden tilladelse, bæring af skydevåben på offentligt sted uden tilladelse og skydning i offentligheden uden tilladelse. Yderligere sigtelser afventes for ammunition fundet i skyttens bolig i Bang Khae-distriktet.
- Nakarin udtalte endvidere, at politiet også efterforsker forældrene til skytten, for at afgøre, om de overtrådte loven om beskyttelse af børn. Forældrene kan muligvis have overtrådt paragraf 429 i Civil and Commercial Code, som holder forældre eller værger til en mindreårig, der har begået en forbrydelse, ansvarlige, medmindre de kan dokumentere ordentlig omsorg og opsyn.
- Ubekræftede nyhedsrapporter tyder på, at mordene var overlagt, fordi skytten skjulte våbnet i sin taske, inden han gik ind på et toilet på M-etagen i stormagasinet, hvor han skiftede tøj, før han begik forbrydelsen.
- En video fra skyttens telefon viste ham øve sig i at lade en pistol. Han sendte et billede af pistolens magasin til en af sine venner, før han begik forbrydelsen.
- En cirkulerende og senere bekræftet video viste, at skytten havde øvet sig i at skyde på en militær skydebane hos Territorial Defense Command (dansk: Territorial forsvarskommando), før han begik forbrydelsen. Skytten oplyste ved politiafhøringen, at han havde brugt skydenbane 20 gange til træning. Hvis man er under 18 år, skal man være i følge med et voksent medlem, for at benytte skydebanen, hvilket førte til mistanke om, at en anden person havde bragt ham ind. Gennemgang af de seneste 10 dages overvågningskameraoptagelser viste ikke skytten.[11][12]
- Ifølge ubekræftede nyhedsrapporter indikerer beskeder fra hans telefon, at han var under pres fra sin mor på grund af hans lave akademiske præstationer i skolen. Han havde sendt billeder til sine forældre af sig selv med en pistol på en skydebane.

Reaktioner på masseskyderiet:
- Der blev etableret en kommandocentral i udenrigsministeriet til koordinering, da nogle af de dræbte og tilskadekomne er udlændinge.
- Afdelingen for Mental Sundhed sendte personale fra Mental Health Crisis Assessment and Treatment Team (dansk: Psykisk krisevurderings- og behandlingsteam) til skytten, ofrene og ofrenes familier. Et team blev nedsat hos Siam Paragon, der skal rådgive vidner om, hvordan man mentalt kan håndtere situationen.
- Premierminister Srettha Thavisin sagde, at ministeriet for digital økonomi og samfund undersøger implementeringen af et varslingssystem, for at underrette offentligheden om nødsituationer i fremtiden. Han sagde også, at regeringen planlægger at skærpe kontrollen med online-salg af våben til løse skud (for eksempel visse typer luftpistol eller startpistol) for at forhindre mindreårige i at få adgang til dem.
- Premierminister Srettha Thavisin informerede personligt Kinas, Myanmars og Laos' ambassadører om situationsopdateringer og undskyldte for hændelsen.
- Deres Majestæter Kongen og Dronningen tog alle ofre, der var blevet såret under skyderiet, under deres kongelige protektion.
- Siam Paragons medarbejdere blev rost af rigspolitichefen og premierministeren, for deres trænede indsats under en aktiv skydehændelse, hvor de hjalp kunder med at gemme sig og flygte fra de farlige områder, hvilket formåede at minimere antallet af tilskadekomne og kvæstede.
- Indenrigsministeriet vil indfører skarpere våbenkontrol, herunder registrering af våben til løs ammunition.[13]

## Yderligere anholdelser
Den 5. oktober blev tre mistænkte anholdt for salg af våben til den 14-årige mistænkte. Politiet oplyste, at de skydevåben, som drengen brugte i hændelsen, var våben til løs ammunition, der var blevet købt online for 16.000 baht (cirka 3.000 kroner) hver. De to af dem var bosiddende i Yala-provinsen i det sydlige Thailand (en af provinserne med muslimsk oprør), den tredje var bosiddende i Bangkok. De tre mistænkte blev sigtet for besiddelse af skydevåben og ammunition uden tilladelse og ulovligt salg af skydevåben og ammunition.
Lokale medier rapporterede, at en mistænkt modificerede de tomme våben, en anden solgte dem, og den tredje trak pengene for salget fra en hæveautomat.

## Mindreårige kan ikke straffes
Ifølge Thailands strafferetsplejelov kan børn fra 12 til 15 år dømmes for en forbrydelse, men skal ikke straffes. Som følge heraf, kan retten ikke sende den 14-årige gerningsmand til et ungdomsfængsel, men skal i stedet sætte ham under pleje af sine forældre og udpegede prøveløsladelses embedsmænd, til at overvåge hans adfærd.
Thailandsk lov fritager kriminelle dømte under 15 år fra sanktioner, men forældrene kan blive holdt ansvarlige for civile skader. I stedet for at straffe de unge kriminelle kan loven således søge at straffe deres forældre, for at ignorere deres børns adfærd. For eksempel, hvis en pistol brugt til en ugerning, tilhører en forælder, kan denne forælder holdes ansvarlige for civil skade.
Drengen kom umiddelbart i pleje hos Juvenile Observation and Protection Department (dansk: Ungdomsobservations- og beskyttelsesafdelingen), hvortil han ankom med sin far, der var dybt bekymret for ham. Her gennemføres mentale sundhedsvurderinger. Hvis læger mener, at drengen har behov for hospitalsindlæggelse eller intensiv behandling, vil der blive udarbejdet en rapport og forelagt for Ungdomsdomstolen. Dette er en standardprocedure for ethvert barn, der viser tegn på psykiske problemer.
Forældrene udsendte et brev, hvori de udtrykker deres "dybeste undskyldning" for deres søns handlinger. Brevet, der skrevet på thai af drengens far og udgivet til medierne, fastslår, at familien samarbejder fuldt ud med myndighederne i den juridiske proces. Udenrigsministeriet hjalp med at formidle brevet og oversatte det også til engelsk og kinesisk.

## Kompensation til ofrene
Den 6. oktober blev økonomisk kompensation til de sårede ofre og dræbtes familier offentliggjort. For afdøde betaler regeringen 1,2 millioner baht som kompensation til hver af de to familier, desuden betaler Siam Paragon-indkøbscentret 5 millioner baht, hvilket i alt giver en erstatning på 6,2 millioner baht (cirka 1,2 millioner kroner) til hver familie. De tilskadekomne får hver en erstatning på 50.000 baht fra regeringen og yderligere 300.000 baht fra Siam Paragon, i alt 350.000 baht (cirka 68.000 kroner).